# Magda (São Paulo)
Magda is een gemeente in de Braziliaanse deelstaat São Paulo. De gemeente telt 3.160 inwoners (schatting 2009).